# Lingua anutana
La lingua anutana (te taranga paka-Anuta) o anutano (pakaanuta) è la lingua parlata sull’isola di Anuta, un’exclave polinesiana nella remota provincia melanesiana di Temotu, Isole Salomone.
Anuta ha un’estensione di meno di un chilometro quadro e la sua popolazione è di circa 300 abitanti. L’unico vero contatto fisso con il mondo esterno è una nave rifornimenti bisettimanale da Honiara, mentre l’unica isola vicina è Tikopia (ca. 1 200 abitanti per 5 km²), anch’essa popolata da polinesiani. La vicinanza di Tikopia nel relativo isolamento della Polinesia periferica ha facilitato interscambi culturali tra le due isole per secoli, influenzando sensibilmente il vocabolario di Anuta con un grande numero di prestiti linguistici da Tikopia.
Le due lingue godono di un alto grado di mutua intelligibilità, ma gli anutani capiscono meglio i tikopiani rispetto al contrario, dato il maggior livello di esposizione degli uni alla lingua degli altri per una questione demografica, e dato il minor numero di assimilazioni consonantiche nella relativamente più conservativa lingua di Tikopia.
Un’interessante caratteristica dell’anutano è infatti l’estremamente esiguo numero di sillabe possibili. Con solamente otto consonanti, la lingua di Anuta possiede uno degli inventari fonemici più ridotti tra le lingue naturali viventi al mondo. Altre lingue polinesiane come l’hawaiano (ka ʻōlelo Hawaiʻi) e l’australe (te reo Rūrutu) hanno otto consonanti, mentre solo due lingue al mondo, il pirahã dell’Amazzonia e il rotokas di Bougainville, sembrano averne di meno.
Il sistema vocalico è invece di normale stampo polinesiano, consistente di cinque vocali brevi e cinque controparti lunghe.

## Classificazione
In quanto a filogenesi, l’anutano è una lingua austronesiana facilmente ascrivibile al protopolinesiaco e generalmente annoverato tra le lingue del ramo polinesiano nucleare (a cui appartengono ad esempio Sāmoa, Tahiti o Rapa Nui), benché possegga considerevoli influenze tonghiche (Tonga, Niuē o Niuafoʻou).

## Sistema di scrittura
Per la scrittura viene utilizzato l'alfabeto latino sin dal primo contatto con gli europei. La storia precedente al 1761, data della scoperta europea dell’isola da parte dell’esploratore John Carteret, è stata tramandata oralmente attraverso longevi canti e racconti mitici tipicamente polinesiani, sopravvissuti fino al presente.

### Alfabeto
L’alfabeto anutano si compone di 13 lettere:
| Vocali     | A a | E e | I i | O o | U u |     |     |     |
| Consonanti | P p | K k | M m | N n | Ŋ ŋ | R r | T t | V v |

- Ognuna delle cinque vocali, come in tutte le lingue polinesiane, ha forma sia breve che lunga. Alcuni autori non segnano graficamente le vocali lunghe, ma va detto che, essendo fonemiche, la loro confusione in lettura con le forme brevi può alterare sensibilmente il significato della parola, p.e. matua: marito, mātua: anziano, mātuā: genitore. Al giorno d’oggi non esiste un canone e possono essere trascritte o con geminazione della lettera ⟨AA aa⟩ o ponendovi un segno di lunga detto macron ⟨Āā Ēē Īī Ōō Ūū⟩, che è anche il sistema impiegato dalla maggioranza delle altre lingue polinesiane (cfr. tohutō in māori, kahakō in hawaiano).
- La lettera ⟨Ŋ ŋ⟩ rappresenta la nasale velare [ŋ] come in «kāraŋa», parlare. I primi autori europei la trascrissero dapprima con la lettera ⟨G g⟩, e poi consistentemente con il digrafo ⟨NG ng⟩, che è ancora correntemente in uso per sopperire all’eventuale mancanza della lettera “ŋa” su alcune tastiere. A seconda dei vari testi, la stessa parola può indifferentemente apparire scritta come karanga, kaaraga, o kāraŋa.
- Alcune sillabe contengono allofoni in variazione libera con la propria forma scritta. In particolare le sillabe contenenti ⟨i, u⟩ vengono spesso realizzate con la propria variante allofona: ⟨pi, pu⟩ come [fi], [fu]; ⟨ri, ru⟩ come [li], [lu]; ⟨ti, tu⟩ come [si], [su]; e ⟨vi, vu⟩ come [wi], [wu]. Dunque, una parola come «papine», donna (dal protopolinesiano: *fafine), può essere pronunciata sia come /pa.pi.ne/, che /pa.fi.ne/, che /fa.fi.ne/, senza sostanzialmente alcuna differenza con la forma più comune, che seguendo quanto detto poc'anzi è /pafine/. Se si prendono ad esempio i numeri si possono osservare gli allofoni:
  - 1 tai;
  - 2 rua pron. anche /lua/;
  - 3 toru pron. anche /tolu/;
  - 4 pā pron. preferibilmente [paː] ma l'influenza del tikopiano «fā» porta anche la pronuncia /faː/;
  - 5 nima;
  - 6 ono;
  - 7 pitu pron. anche /fisu/;
  - 8 varu pron. anche /valu/;
  - 9 iva;
  - 10 pua pron. anche /fua/ o puaŋapuru pron. anche /fuaŋafulu/.

### Sillabario
Nell’insegnamento delle lingue polinesiane è comune imparare a scrivere tramite un sillabario chiamato Pakamana (in anutano; cfr. Hakamana in māori e Hakalama in hawaiano), nome derivante dalle prime quattro sillabe.
|   | P  | K  | M  | N  | Ŋ  | R  | T  | V  |
| - | -- | -- | -- | -- | -- | -- | -- | -- |
| A | pa | ka | ma | na | ŋa | ra | ta | va |
| E | pe | ke | me | ne | ŋe | re | te | ve |
| I | pi | ki | mi | ni | ŋi | ri | ti | vi |
| O | po | ko | mo | no | ŋo | ro | to | vo |
| U | pu | ku | mu | nu | ŋu | ru | tu | vu |

Data la natura sillabica aperta (senza consonanti finali) tipica delle lingue polinesiane, molti dizionari presentano i lemmi secondo questo ordine sillabico (nel caso dell’anutano iniziando da A, proseguendo con PA, KA, MA, NA e finendo con VU), piuttosto che secondo l'ordine alfabetico latino che divide le consonanti dalle vocali.

### Estratto
(Estratto di una storia con protagonista il giovane semidio Māui)
Traduzione:
- Il padre di Motikitiki gli disse di arrampicarsi su una palma da cocco. Molti animali vivevano su questa palma. Formiche carpentiere e centopiedi. Egli si arrampicò sulla palma, raggiunse il cocco e gli animali corsero a mordere il corpo di Motikitiki. Ma egli presto uccise gli animali. Le formiche carpentiere e i centopiedi. Prese una noce di cocco, discese ai piedi dell’albero e tornò con il cocco da suo padre.

## Fonti
- Richard Feinberg, 1977. La Lingua Anutana Riconsiderata: lessico e grammatica di un’exclave polinesiana in due volumi. HRAFlex Books, New Haven.
- Richard Feinberg, 1998. Tradizioni Orali di Anuta. Oxford University Press, New York.

| Controllo di autorità | J9U (EN, HE) 987007295566605171 |